# Just Dance 2015
Just Dance 2015 è il sesto gioco della serie Just Dance, sviluppato dalla Ubisoft Milano e la Ubisoft Paris e pubblicato dalla Ubisoft. Fu annunciato ufficialmente all'Electronic Entertainment Expo 2014 in data 19 giugno 2014, e distribuito nello stesso anno a partire dal 21 ottobre in America del Nord, il 22 ottobre in Italia il 23 ottobre in Europa ed il 24 ottobre nel Regno Unito. Il 16 giugno 2015 presso l'E3 2015 Ubisoft ha annunciato il sequel, Just Dance 2016. In tutto il mondo ha venduto 4.51 milioni di copie in tutto il mondo e la versione più venduta è stata quella per Wii.

## Modalità di gioco
Il gameplay mantiene la stessa impostazione delle precedenti edizioni in cui i giocatori seguono il ballerino sullo schermo per guadagnare punti. Una novità deriva dalla modalità "Community Remix", in cui i giocatori ballano brani accompagnati dalle immagini di altri giocatori che danzano sullo schermo (invece quindi dei ballerini virtuali), e nuova è anche la modalità "Challenger" in cui è possibile sfidare amici, familiari e i ballerini di Just Dance. Vengono poi confermate le modalità di gioco multiplayer del "World Dancefloor" dove la scelta delle canzoni può essere collettiva e si gareggia assieme agli altri utenti dal mondo contemporaneamente connessi (dunque tramite collegamento a internet), la funzione "Autodance" per creare i propri video, ed il Karaoke che consente ad un utente provvisto di apposito microfono di cantare le canzoni che -eventualmente- altri giocatori ballano, ricevendo come accade ai ballerini un certo numero di punti sulla base della qualità dell'esibizione fornita.

## Lista canzoni
Il gioco contiene 42 canzoni.
| Titolo                                 | Artisti                                             | Anno | Modalità          | Ballerino/i |
| -------------------------------------- | --------------------------------------------------- | ---- | ----------------- | ----------- |
| 4x4                                    | Miley Cyrus                                         | 2013 | Quartetto         | ♂/♀/♀/♂     |
| Addicted to You                        | Avicii ft. Audra Mae                                | 2013 | Solo              | ♀           |
| Ain't No Mountain High Enough          | Marvin Gaye e Tammi Terrell                         | 1967 | Duetto (Karaoke)  | ♀/♂         |
| Bad Romance                            | Lady Gaga                                           | 2009 | Trio              | ♀/♀/♀       |
| Bailando                               | Enrique Iglesias ft. Descemer Bueno e Gente De Zona | 2014 | Duetto            | ♀/♂         |
| Bang Bang                              | Jessie J, Ariana Grande e Nicki Minaj               | 2014 | Quartetto         | ♀/♀/♀/♀     |
| Best Song Ever (M)                     | One Direction                                       | 2013 | Quartetto         | ♂/♂/♂/♂     |
| Birthday (M)                           | Katy Perry                                          | 2013 | Solo              | ♀           |
| Black Widow                            | Iggy Azalea ft. Rita Ora                            | 2014 | Solo              | ♀           |
| Built For This (M)                     | Becky G                                             | 2013 | Solo              | ♀           |
| Burn                                   | Ellie Goulding                                      | 2013 | Solo              | ♀           |
| Dark Horse                             | Katy Perry                                          | 2013 | Trio              | ♂/♀/♂       |
| Diamonds                               | Rihanna                                             | 2012 | Solo              | ♀           |
| Don't Worry, Be Happy (*)              | The Bench Men (Bobby McFerrin)                      | 1988 | Trio              | ♂/♂/♂       |
| Epic Sirtaki (MM) (*)                  | The Bouzouki's (Zorba the Greek)                    | 1964 | Trio              | ♂/♂/♂       |
| Fatima (MM)                            | Cheb Salama                                         | 2014 | Solo              | ♀           |
| Get Low                                | Dillon Francis ft. DJ Snake                         | 2014 | Duetto            | ♀/♂         |
| Happy                                  | Pharrell Williams                                   | 2013 | Solo              | ♂           |
| Holding Out for a Hero (MD)            | Bonnie Tyler                                        | 1984 | Solo              | ♂           |
| I Love It (M)                          | Icona Pop ft. Charli XCX                            | 2012 | Solo              | ♀           |
| It's My Birthday (M)                   | will.i.am ft. Cody Wise                             | 2014 | Trio              | ♂/♀/♂       |
| Let It Go (*)                          | Disney's Frozen (Idina Menzel)                      | 2013 | Duetto            | ♀/♀         |
| Love Is All (MD) (*)                   | The Sunlight Shakers (Roger Glover)                 | 1974 | Duetto            | ♀/♂         |
| Love Me Again (M)                      | John Newman                                         | 2013 | Solo              | ♂           |
| Macarena (MM) (*)                      | The Girly Team (Los del Río)                        | 1995 | Quartetto         | ♀/♀/♀/♀     |
| Manha Manha (*)                        | Frankie Bostello (Piero Umiliani)                   | 1968 | Trio              | ♀/♂/♀       |
| Maps                                   | Maroon 5                                            | 2014 | Solo              | ♀           |
| Me And My Broken Heart                 | Rixton                                              | 2014 | Duetto            | ♂/♀         |
| Movement Is Happiness (NOW)            | Avishay Goren & Yossi Cohen                         | 2014 | Solo              | ♀           |
| Never Can Say Goodbye (M)              | Gloria Gaynor                                       | 1974 | Solo              | ♀           |
| Only You (And You Alone) (*)           | Love Letter (The Platters)                          | 1956 | Duetto            | ♀/♂         |
| Papaoutai (P)/(M)                      | Stromae                                             | 2013 | Duetto            | ♂/♂         |
| Problem (MD)                           | Ariana Grande ft. Iggy Azalea                       | 2014 | Solo              | ♀           |
| She Looks So Perfect                   | 5 Seconds of Summer                                 | 2014 | Quartetto         | ♂/♂/♂/♂     |
| Speedy Gonzales (MM) (*)               | Los Pimientos Locos (Pat Boone)                     | 1961 | Duetto            | ♂/♀         |
| Summer                                 | Calvin Harris                                       | 2013 | Solo              | ♀           |
| Tetris (MM)                            | Dancing Bros.                                       | 1989 | Quartetto         | ♂/♀/♂/♂     |
| The Fox (What Does the Fox Say?) (M)   | Ylvis                                               | 2013 | Trio              | ♀/♂/♀       |
| Till I Find You (N)/(MD)               | Austin Mahone                                       | 2014 | Solo              | ♂           |
| Walk This Way (M)                      | Run DMC & Aerosmith                                 | 1986 | Quartetto         | ♂/♂/♂/♂     |
| Xmas Tree                              | Bollywood Santa                                     | 2014 | Duetto            | ♂/♀         |
| You Spin Me Round (like a Record) (MM) | Dead or Alive                                       | 1985 | Solo              | ♂           |
| You're On My Mind (MQ)                 | Imposs ft. J. Perry                                 | 2014 | Quartetto Mash-Up | Vario       |

- Un "(*)" indica che la canzone è una cover.
- Un "(PAL)" indica che la canzone è esclusiva per l'Europa.
- Un "(NTSC)"  indica che la canzone è esclusiva per il nord America.
- Un "(M)" indica che la canzone ha un mashup.
- Un "(MM)" indica che la canzone ha un mashup mensile oppure trovato nei file.
- Un "(MD)" indica che la canzone ha un mashup duetto.
- Un "(MQ)" indica che la canzone è un mashup quartetto.
- Un "(NOW)" indica che la canzone è stata vista per la prima volta su Just Dance Now.

## Coreografie Alternative
Sono disponibili le coreografie alternative di dieci canzoni (di cui una scaricabile e una esclusiva per l'Europa).
| Titolo                           | Artisti                        | Anno | Modalità                     | Ballerino/i |
| -------------------------------- | ------------------------------ | ---- | ---------------------------- | ----------- |
| Bad Romance                      | Lady Gaga                      | 2009 | Solo (Coreografia originale) | ♂           |
| Diamonds                         | Rihanna                        | 2012 | Duetto (Danza Seduta)        | ♂/♀         |
| Happy                            | Pharrell Williams              | 2013 | Trio (Karaoke)               | ♂/♂/♂       |
| I Love It                        | Icona Pop ft. Charli XCX       | 2012 | Duetto (Danza delle Guardie) | ♂/♂         |
| It's My Birthday                 | will.i.am ft. Cody Wise        | 2014 | Solo (Danza di Bollywood)    | ♂           |
| Let It Go (*)(DLC)               | Disney's Frozen (Idina Menzel) | 2013 | Solo (Karaoke)               | ♀           |
| Papaoutai (P)                    | Stromae                        | 2013 | Solo (Danza Africana)        | ♀           |
| Summer                           | Calvin Harris                  | 2013 | Solo (Fitness)               | ♂           |
| The Fox (What Does the Fox Say?) | Ylvis                          | 2013 | Duetto (Danza del Falò)      | ♂/♂         |
| Walk This Way                    | Run DMC & Aerosmith            | 1986 | Solo (Vecchia Scuola)        | ♀           |

- Un "(*)" indica che la canzone è una cover, non l'originale.
- Un "(P)" indica che la canzone è esclusiva per l'Europa (PAL).
- Un "(DLC)" indica che la canzone è scaricabile.

## Mash-Up
Come nelle precedenti versioni, anche in Just Dance 2015 è possibile trovare le Mash-up. Nella versione 2015 esse sono tematiche, e possono includere da 1 a 4 personaggi.
| Titolo                            | Artisti                                            | Modalità | Tema                         | Passi d'oro | Sbloccabile a/tramite |
| --------------------------------- | -------------------------------------------------- | -------- | ---------------------------- | ----------- | --------------------- |
| 4x4                               | Miley Cyrus                                        | Solo     | Il Meglio Di Just Dance 4    | No          | Mojo                  |
| Addicted To You                   | Avicii feat. Audra Mae                             | Solo     | Luce Oscura                  | Sì          | Novembre              |
| Ain't No Mountain High Enough     | Marvin Gaye and Tammi Terrell                      | Solo     | Funky                        | Sì          | Dicembre              |
| Bad Romance                       | Lady Gaga                                          | Solo     | Mostri                       | Sì          | Ottobre               |
| Bailando                          | Enrique Iglesias ft. Descemer Bueno, Gente de Zona | Solo     | Let's Rock!                  | Sì          | Mojo                  |
| Best Song Ever                    | One Direction                                      | Solo     | Fitness                      | Sì          | Mojo                  |
| Birthday                          | Katy Perry                                         | Solo     | Il Meglio Di Katy            | Sì          | Mojo                  |
| Built For This                    | Becky G                                            | Solo     | Robots                       | No          | Mojo                  |
| Dark Horse                        | Katy Perry                                         | Solo     | Principesse Mistiche         | Sì          | Mojo                  |
| Fatima                            | Cheb Salama                                        | Solo     | Popoli del Mondo             | No          | Marzo                 |
| The Fox (What Does the Fox Say?)  | Ylvis                                              | Solo     | Sciamani                     | Sì          | Mojo                  |
| Holding Out For A Hero            | Bonnie Tyler                                       | Duetto   | Duetti Energici              | Si          | Mojo                  |
| I Love It                         | Icona Pop ft. Charli XCX                           | Solo     | Il Meglio Di Just Dance 2014 | Sì          | Mojo                  |
| It's My Birthday                  | will.i.am feat. Cody Wise                          | Solo     | Suit Up                      | Sì          | Mojo                  |
| Love Is All*                      | The Sunlight Shakers                               | Duetto   | Duetti Di Sorelle            | Sì          | Mojo                  |
| Love Me Again                     | John Newman                                        | Solo     | Ex Fidanzate                 | Sì          | Uplay                 |
| Macarena*                         | The Girly Team                                     | Solo     | Gentiluomini                 | No          | Febbraio              |
| Maps                              | Maroon 5                                           | Solo     | Il Meglio Di Just Dance 3    | Sì          | Mojo                  |
| Never Can Say Goodbye             | Gloria Gaynor                                      | Solo     | Il Meglio Di Just Dance 2    | Sì          | Mojo                  |
| Papaoutai                         | Stromae                                            | Solo     | Ultra Violet                 | No          | Mojo                  |
| Problem                           | Ariana Grande ft. Iggy Azalea & Big Sean           | Duetto   | Duetti Romantici             | Sì          | Mojo                  |
| Summer                            | Calvin Harris                                      | Solo     | Girl Power                   | Sì          | Mojo                  |
| Till I Find You                   | Austin Mahone                                      | Duetto   | Duetti                       | No          | Mojo                  |
| Walk This Way                     | Run DMC & Aerosmith                                | Solo     | Solo Ragazze                 | Sì          | Mojo                  |
| You Spin Me Round (like a Record) | Dead Or Alive                                      | Solo     | Tipi Buffi                   | No          | Gennaio               |

## Contenuto scaricabile (DLC)
Oltre ai brani già ballabili, il gioco permette anche di scaricare ulteriori canzoni.
| Brano                                      | Artista                               | Anno | Modalità  | Ballerino/i | Data rilascio    | Prezzo |
| ------------------------------------------ | ------------------------------------- | ---- | --------- | ----------- | ---------------- | ------ |
| Break Free                                 | Ariana Grande feat. Zedd              | 2014 | Solo      | ♀           | 21 ottobre 2014  | Gratis |
| I Luh Ya Papi                              | Jennifer Lopez feat. French Montana   | 2014 | Solo      | ♀           | 21 ottobre 2014  | $2.99  |
| Papaoutai (N)                              | Stromae                               | 2014 | Duetto    | ♂/♂         | 21 ottobre 2014  | $2.99  |
| Till I Find You (P)                        | Austin Mahone                         | 2014 | Solo      | ♂           | 23 ottobre 2014  | $2.99  |
| One Way Or Another (Teenage Kicks) (2014D) | One Direction                         | 2013 | Solo      | ♂           | 21 ottobre 2014  | $1.99  |
| Don't You Worry Child (2014D)              | Swedish House Mafia feat. John Martin | 2012 | Solo      | ♂           | 21 ottobre 2014  | $1.99  |
| Wake Me Up (2014D)                         | Avicii feat. Aloe Blacc               | 2013 | Solo      | ♂           | 21 ottobre 2014  | $1.99  |
| Sexy and I Know It (2014D)                 | LMFAO                                 | 2011 | Solo      | ♂           | 21 ottobre 2014  | $1.99  |
| Gangnam Style (4D)/(2014D)                 | Psy                                   | 2012 | Duetto    | ♂/♀-♂-♀     | 21 ottobre 2014  | $1.99  |
| Die Young (4D)/(2014D)                     | Kesha                                 | 2012 | Duetto    | ♀/♀         | 21 ottobre 2014  | $1.99  |
| Roar (2014D)                               | Katy Perry                            | 2013 | Solo      | ♀           | 21 ottobre 2014  | $1.99  |
| Just Dance (2014)                          | Lady Gaga feat. Colby O'Donis         | 2008 | Solo      | ♀           | 21 ottobre 2014  | $1.99  |
| I Need Your Love (2014D)                   | Calvin Harris feat. Ellie Goulding    | 2013 | Solo      | ♀           | 21 ottobre 2014  | $1.99  |
| Moves like Jagger (4)/(2014D)              | Maroon 5 feat. Christina Aguilera     | 2011 | Solo      | ♂           | 21 ottobre 2014  | $1.99  |
| Beauty and a Beat (4)/(2014D)              | Justin Bieber feat. Nicki Minaj       | 2012 | Solo      | ♂           | 21 ottobre 2014  | $1.99  |
| We Can't Stop (2014D)                      | Miley Cyrus                           | 2013 | Solo      | ♀           | 25 novembre 2014 | $2.99  |
| Kiss You (2014)                            | One Direction                         | 2012 | Quartetto | ♂/♂/♂/♂     | 25 novembre 2014 | $1.99  |
| C'Mon (2014)                               | Kesha                                 | 2012 | Duetto    | ♀/♂         | 25 novembre 2014 | $1.99  |
| Funhouse (4D/2014D)                        | P!nk                                  | 2008 | Solo      | ♀           | 25 novembre 2014 | $1.99  |
| Rock n Roll (2014D)                        | Avril Lavigne                         | 2013 | Solo      | ♀           | Gennaio 2015     | $1.99  |
| India Waale (NOW)                          | From The Movie Happy New Year         | 2014 | Duetto    | ♂/♀         | Gennaio 2015     | $2.99  |
| Kiss Kiss                                  | Prince Royce                          | 2014 | Solo      | ♂           | Gennaio 2015     | $2.99  |
| Let It Go (ALT)                            | Disney's Frozen                       | 2013 | Solo      | ♀           | Gennaio 2015     | $2.99  |
| Boom Clap                                  | Charli XCX                            | 2014 | Solo      | ♀           | Gennaio 2015     | $2.99  |
| Timber (2014D)                             | Pitbull ft. Kesha                     | 2013 | Duetto    | ♀/♂         | Gennaio 2015     | $2.99  |

- "*" indica che la canzone è una versione cover, non l'originale.
- "(P)" indica che la canzone è disponibile solo per la regione PAL.
- "(N)" indica che la canzone è disponibile solo per la regione NSTC.
- "(4)" indica che la canzone è presente anche su Just Dance 4.
- "(4D)" indica che la canzone è presente come DLC anche su Just Dance 4.
- "(2014)"  indica che la canzone è presente anche su Just Dance 2014.
- "(2014D)"  indica che la canzone è presente come DLC anche su Just Dance 2014.
- "(NOW)" indica che la canzone è stata vista per la prima volta su Just Dance Now.
- "(ALT)" indica che la canzone è una versione alternativa per una canzone già appartenente al gioco.